# Austriaci
Gli austriaci (in tedesco Österreicher) sono una popolazione di lingua tedesca localizzata in Austria. La definizione in realtà può ricomprendere minoranze etniche diverse oltre ai parlanti lingua tedesca che costituiscono la maggioranza.
Da un punto di vista etnico ci sono storicamente principalmente influssi dalle nazioni circostanti, come la Baviera (le parlate dialettali austriache fanno infatti parte del bavarese), l'Ungheria, la Repubblica Ceca e anche l'Italia settentrionale, come anche dalle regioni che facevano parte dell'Impero austro-ungarico. Tuttavia, anche se come detto in Austria si parla il tedesco, è da notare una differenza tra il tedesco di Germania ed il tedesco austriaco. Difatti, data l'enorme vastità dell'Impero Asburgico, ci sono state anche germanizzazioni di vocaboli slavi (croati, sloveni, polacchi, cechi, slovacchi e via discorrendo), veneti, friulani ed ungheresi.
Gli austriaci hanno una propria cultura e identità sebbene siano per nazione ed etnia tedeschi, strettamente legata agli artisti, musicisti, pensatori, attori e ballerini: Wolfgang Amadeus Mozart, Franz Joseph Haydn, Sigmund Freud, Romy Schneider, Marisa Mell, Maximilian Schell, Erwin Schrödinger, Herbert Bayer, Rudolf Schwarzkogler e Adolf Hitler.
Gli austriaci sono in maggioranza cattolici, ma vi sono anche minoranze protestanti, specialmente nella capitale Vienna e nelle zone di confine come Stiria e Burgenland. Vi sono anche comunità ebraiche, alcune sopravvissute alla Shoah, e comunità cristiano-ortodosse, residue del passato imperiale, o di recente arrivo, dato il flusso immigratorio dai paesi dell'ex blocco orientale.